# دهستان کمالی
دهستان کمالی دهستانی از توابع بخش خیرگو شهرستان لامرد در استان فارس می‌باشد.